# Universíada de Verão de 1993
A XVII Universíada de Verão foi realizada em Buffalo, Estados Unidos da América entre 8 e 18 de julho de 1993. A cerimônia de abertura foi realizada no Coca-Cola Field.

## Medalhas
O Quadro de medalhas é uma lista que classifica as Federações Nacionais de Esportes Universitários (NUSF) de acordo com o número de medalhas conquistadas. O país em destaque é o anfitrião.
| Ordem                                                 | País               | Medalha de ouro | Medalha de prata | Medalha de bronze |    |  |
| ----------------------------------------------------- | ------------------ | --------------- | ---------------- | ----------------- | -- |  |
| 1                                                     | USA Estados Unidos | 31              | 23               | 20                | 74 |  |
| 2                                                     | CHN China          | 17              | 6                | 5                 | 28 |  |
| 3                                                     | CAN Canadá         | 11              | 13               | 14                | 38 |  |
| 4                                                     | UKR Ucrânia        | 11              | 6                | 9                 | 26 |  |
| 5                                                     | CUB Cuba           | 8               | 4                | 4                 | 16 |  |
| 6                                                     | ROU Romênia        | 7               | 2                | 3                 | 12 |  |
| 7                                                     | GER Alemanha       | 6               | 9                | 13                | 28 |  |
| 8                                                     | JPN Japão          | 5               | 12               | 13                | 30 |  |
| 9                                                     | ITA Itália         | 5               | 9                | 11                | 25 |  |
| 10                                                    | FRA França         | 5               | 7                | 11                | 23 |  |
|                                                       |                    |                 |                  |                   |    |  |
| 31                                                    | BRA Brasil         |                 | 1                |                   | 1  |  |
| Os demais países lusófonos não conquistaram medalhas. |                    |                 |                  |                   |    |  |

## Modalidades
Essas foram as modalidades disputadas. Os números entre parênteses indicam o número de eventos realizados.

### Obrigatórias
As modalidades obrigatórias (oito esportes) são determinadas pela Federação Internacional do Esporte Universitário (FISU) e, salvo alteração feita na Assembléia Geral da FISU, valem para todas as Universíadas de Verão.
Essas foram as modalidades disputadas. Os números entre parênteses representam o número de eventos de cada modalidade:
- Atletismo (43)
- Ginástica artística (14)
- Natação (34)
- Polo aquático (1)

### Opcionais
As modalidades opcionais são determinadas pela Federação Nacional de Esportes Universitários (National University Sports Federation - NUSF) do país organizador.
- Beisebol (1)